# 善知鳥
善知鳥（うとう）は、能の演目のひとつ。ウトウという鳥を殺して生計を立てていた猟師が死後亡霊となり、生前の殺生を悔い、そうしなくては生きていけなかったわが身の悲しさを嘆く話。人生の悲哀と地獄の苦しみを描き出す哀しく激しい作品となっている。四番目物（五番立てと呼ばれる正式な演能の際に四番目に上演される曲で、亡霊などが主役になるもの）で、喜多流では「烏頭」と呼ばれる。　また、地唄にもこの能を基にした曲があり、地唄舞の演目としても知られる。

## あらすじ
旅の僧侶が立山にさしかかったとき、猟師の亡霊が現れ、現世に残した妻と子のところに蓑笠を届けて、仏壇にあげるように頼む。僧侶は承諾するが、この話を妻子に信用させるために何か証拠の品を渡すように言い、猟師は生前着ていた着物の片袖を渡す。僧侶が陸奥国の外の浜にある猟師の家を訪ね、妻子に片袖を見せると二人はただ泣くばかり。僧侶が蓑笠を仏壇にあげて経を唱えると、猟師の亡霊が現れ、地獄の辛さを話し、殺生をしたことや、そうしなくては食べていけなかった自分の哀しい人生を嘆く。ウトウは、親が「うとう」と鳴くと、子が「やすかた」と応えるので、猟師はそれを利用して声真似をして雛鳥を捕獲していたため、地獄で鬼と化したウトウに苦しめられ続けていると話し、僧侶に助けを求める。

## 背景
立山は古くから山岳信仰の場として修験者を集め、その荒々しい地形を地獄に見立てた立山信仰で有名だった。これが「立山地獄説話」として語られ、平安時代末期には貴族社会にも知れ渡り、12世紀の『地獄草紙』などに見られる「鶏地獄」のモチーフや津軽地方の「珍鳥説話」、「片袖幽霊譚」などを組み合わせて、室町時代に「善知鳥」という演目が作られた。
また、ウトウという海鳥は、親鳥が「うとう」と鳴くと、茂みに隠れていた子の鳥が「やすかた」と鳴いて居場所を知らせると言われ、それを利用して猟師が雛鳥を捕獲すると、親鳥は血の雨のような涙を流していつまでも飛びまわるという言い伝えがあり、そのために捕獲の際には蓑笠が必要とされた。

## 地名等
富山県立山の地獄谷が発祥地といわれ、長野県塩尻市に善知鳥峠、青森県青森市に善知鳥神社がある。出羽国でも仙北郡美郷町千屋、秋田市（旧雄和町）平尾鳥などにも「善知鳥」の地名がある。

## 関連文献
- 『善知安方忠義伝』山東京伝 - 謡曲の善知鳥をヒントに江戸時代に読本としたもの。
- 『善知鳥 Birds of Sorrow: A No Play』世阿弥元清著、ブルース・ロジャース、メレディス・ウェザビー訳､棟方志功装幀、旺文社 昭和22年
- 『善知鳥』山本昌代　河出書房新社 昭和63年 - 善知鳥の話を題材にした小説。
- "Anthology of Japanese literature" - ドナルド・キーン編。善知鳥が選ばれている。